# Mystery Girl
Mystery Girl ist das letzte Studioalbum von Roy Orbison vor dessen Tod. Es erschien im Januar 1989 und wurde im Jahr zuvor, kurz vor seinem Tod, fertiggestellt.

## Entstehung und Veröffentlichung
Die Erstveröffentlichung von Mystery Girl erfolgte am 30. Januar 1989 bei Virgin Records. Das Album erschien in seiner Originalausführung als CD mit zehn Titeln (Katalognummer: 7567-91058-2). Knapp eine Woche später, am 7. Februar 1989, erschien es erstmals als LP-Ausführung (Katalognummer: 209 576). Am 29. Februar 2008 erschien eine remasterte Fassung bei Columbia Records, mit dem Bonustitel You May Feel Me Crying (Katalognummer: 88697112032). Am 16. Mai 2014 erschien bei Legacy Records eine „Expanded Edition“ mit dem Bonustitel The Way Is Love sowie vier weiteren Demoaufnahmen (Katalognummer: 88843059592).
Geschrieben und produziert wurden die Lieder von verschiedenen, wechselnden Autoren und Produzenten, darunter namhafte wie Joseph Burnett (T Bone Burnett), Mike Campbell, Paul Hewson (Bono), Will Jennings, Jeff Lynne oder auch Tom Petty. Orbison selbst produzierte drei und schrieb fünf Titel für das Album.
Das Album wurde nach dem Thema des Liedes She’s a Mystery to Me benannt.

## Titelliste
1. You Got It
2. In the Real World
3. (All I Can Do Is) Dream You
4. Love So Beautiful
5. California Blue
6. She’s a Mystery to Me
7. Comedians
8. Only One
9. Windsurfer
10. Careless Heart

Remastered Edition
1. You May Feel Me Crying

Expanded Edition
1. The Way Is Love
2. She’s a Mystery to Me (Studio Demo)
3. The Only One (Studio Demo)
4. California Blue (Studio Demo)
5. You Are My Love (Work-Tape Demo)

## Kommerzieller Erfolg

### Chartplatzierungen
| ChartsChartplatzierungen       | Höchstplatzierung | Wochen/ Monate |
| ------------------------------ | ----------------- | -------------- |
| Deutschland (GfK)              | 4 (50 Wo.)        | 50 Wo.         |
| Österreich (Ö3)                | 4 (4 Mt.)         | 4 Mt.          |
| Schweiz (IFPI)                 | 3 (14 Wo.)        | 14 Wo.         |
| Vereinigte Staaten (Billboard) | 5 (28 Wo.)        | 28 Wo.         |
| Vereinigtes Königreich (OCC)   | 2 (24 Wo.)        | 24 Wo.         |

| ChartsJahrescharts (1989) | Platzierung |
| ------------------------- | ----------- |
| Deutschland (GfK)         | 14          |
| Österreich (Ö3)           | 29          |
| Schweiz (IFPI)            | 26          |

### Auszeichnungen für Musikverkäufe
| Land/Region                  | Auszeichnungen für Musikverkäufe (Land/Region, Auszeichnung, Verkäufe) | Verkäufe  |
| ---------------------------- | ---------------------------------------------------------------------- | --------- |
| Australien (ARIA)            | 3× Platin                                                              | 210.000   |
| Deutschland (BVMI)           | Gold                                                                   | 250.000   |
| Finnland (IFPI)              | Gold                                                                   | 48.518    |
| Kanada (MC)                  | 3× Platin                                                              | 300.000   |
| Neuseeland (RMNZ)            | Platin                                                                 | 15.000    |
| Niederlande (NVPI)           | Platin                                                                 | 100.000   |
| Schweden (IFPI)              | Gold                                                                   | 20.000    |
| Schweiz (IFPI)               | Gold                                                                   | 25.000    |
| Spanien (Promusicae)         | Platin                                                                 | 100.000   |
| Vereinigte Staaten (RIAA)    | Platin                                                                 | 1.000.000 |
| Vereinigtes Königreich (BPI) | Platin                                                                 | 300.000   |
| Insgesamt                    | 4× Gold · 11× Platin ·                                                 | 2.368.518 |